# اللغة الإنجليزية في هولندا
اللغة الإنجليزية في هولندا تشير إلى استخدام الإنجليزية في هولندا. تشير الأبحاث أنه بين 90% و93% من الهولنديين يدعون أنهم قادرون على التحدث باللغة الإنجليزية. ووفقاً للبعض، فإن الأسباب الرئيسية لذلك هو حجم البلد الصغير والاعتماد على التجارة الدولية واستخدام ترجمة اللغات الأجنبية في التلفاز عوضاً عن الدبلجة. والأكثر من ذلك (بالإضافة إلى اللغة الهولندية) ان الانجليزية تُعتبر اللغة الرسمية لبلدية أمستردام  والبلديات الكاريبية الهولندية سابا وسينت أوستاتيوس.